# Formedia
FORMEDIA - Instituto Europeu de Empresários e Gestores, é um centro de desenvolvimento de gestão, exercendo a sua actividade para empresas e executivos, empresários e gestores, especializado em e-learning, onde foi pioneiro no mundo de língua portuguesa.
Tem actividades regulares nos países da CPLP, em Portugal, Angola, Brasil, Cabo Verde, Moçambique e São Tomé e Príncipe. Os cursos organizam-se em regime presencial, semi-presencial e a distância, com recurso à Internet e Multimédia.

## História

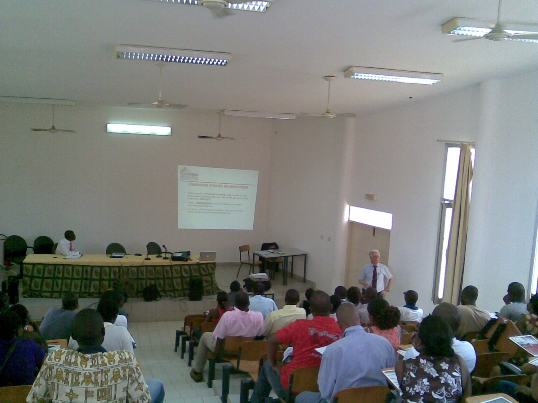
Sessão de apresentação FORMEDIA em São Tomé e Príncipe.

Criada em Lisboa em 1988, FORMEDIA define a sua missão como um centro de desenvolvimento de gestão.
Visa implementar o espírito empresarial em Portugal e nos países de língua portuguesa, utilizando as mais modernas tecnologias de informação e comunicação.
Dá especial atenção à aprendizagem e ao ensino a distância, mais conhecido como e-Learning.
Desde 1995 que acumula experiência internacional no e-learning, ao nível da concepção e desenvolvimento de programas, e também na sua comercialização, organização, acompanhamento e avaliação.
Tem desenvolvido actividades nos países de língua portuguesa e ainda em na Bélgica, Inglaterra, Suécia, EUA, Finlândia,  com o apoio de redes internacionais de desenvolvimento de gestão.
É privilegiado o trabalho em parcerias nacionais e estrangeiras.
Mais de 50% das actividades são realizadas com parceiros europeus, americanos e africanos. 
Seguindo uma orientação de internacionalização de actividades, a FORMEDIA desenvolveu manuais em Português, Francês, Inglês, Grego e Italiano.

## Formação em e-learning
O ensino a distância, através de e-Learning, dá aos alunos um horário e ritmo flexíveis, adequados às necessidades de cada um.
Implica acesso à Internet, permitindo estudar em casa, sem necessidade de deslocações.
Geralmente, os programas de formação em e-Learning requerem exames presenciais.
A FORMEDIA organiza exames, no mesmo dia e à mesma hora, em Lisboa, Porto, Funchal, Luanda, Maputo, São Tomé, Praia, Lubango, Beira, Nampula, Mindelo e São Paulo.

## Principais parcerias
Defendendo a ideia de que a melhor formação de líderes, quadros e gestores dos sectores públicos e privados, e empresários tem de ser feita com as melhores parcerias internacionais, a FORMEDIA privilegia o trabalho em parcerias nacionais e estrangeiras.
Mais de 50% da sua actividades é sistematicamente realizada com parceiros europeus e americanos, dentro e fora de Portugal.

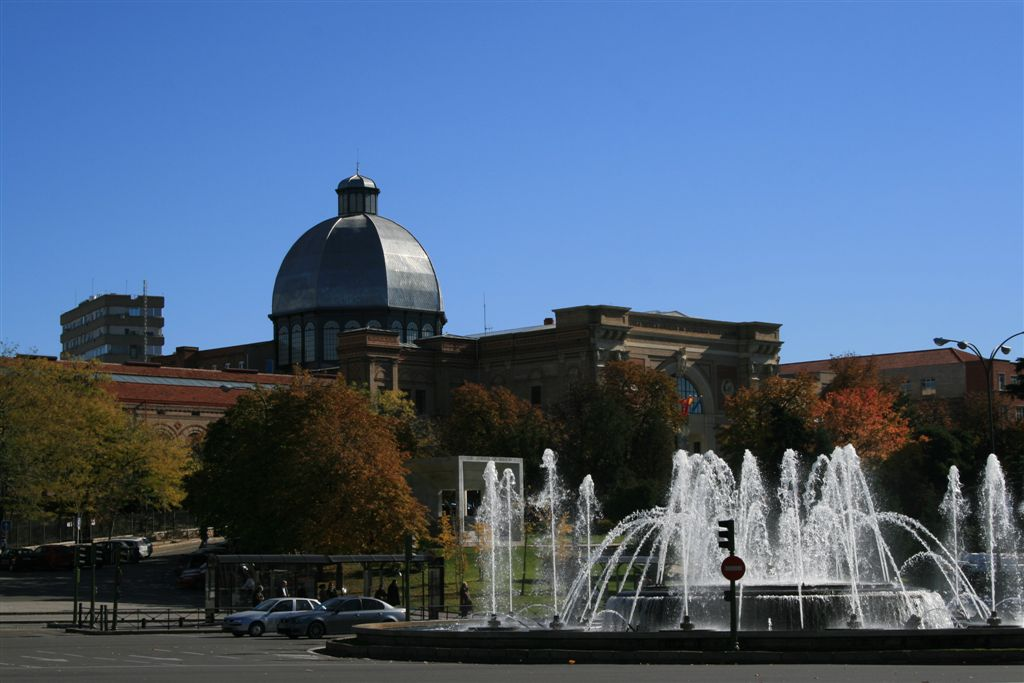
Universidad Politecnica de Madrid (Espanha).

Dessas parcerias destacam-se:

### Universidad Politécnica de Madrid - CEPADE
O CEPADE é o centro de Pós-graduações da Universidad Politécica de Madrid, funcionando totalmente a distância. Tem 22 Mestrados a distância, Especializações e 200 cursos, com mais de 2.000 alunos por ano, especialmente na Europa, África e América Latina. Desde 1998, centenas de alunos de língua portuguesa, em Angola, Brasil, Cabo Verde, Moçambique, Portugal e São Tomé e Príncipe, fazem exames nos seus países e concluem mestrados e especializações de valor internacional.

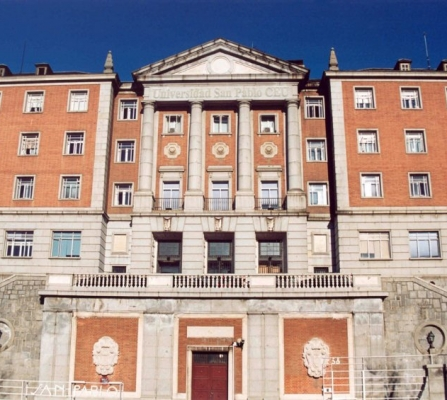
Universiada San Pablo CEU, Madrid (Espanha)

### Instituto Europeo de Posgrado – IEP/ Universidad San Pablo-CEU
O Instituto Europeo de Posgrado - IEP juntamente com a Universidad San Pablo-CEU facultam programas de Pós-Graduação para quadros directivos e executivos de empresas e instituições.

O IEP, através da sua Plataforma online, faculta, por ano, mais de 1.000.000 horas de formação a alunos das mais diversas nacionalidades (network internacional). Conta, entre os seus dirigentes e docentes, com professores e diplomados das mais prestigiadas Universidades e Escolas de Negócios internacionais. 

A Universidad San Pablo - CEU de Madrid (Espanha) tem com mais de 75 anos de experiência no âmbito do ensino universitário e de pós-graduações. Pertence ao CEU, o principal grupo educativo privado espanhol e é uma das instituições de maior prestígio e tradição académica da Europa.

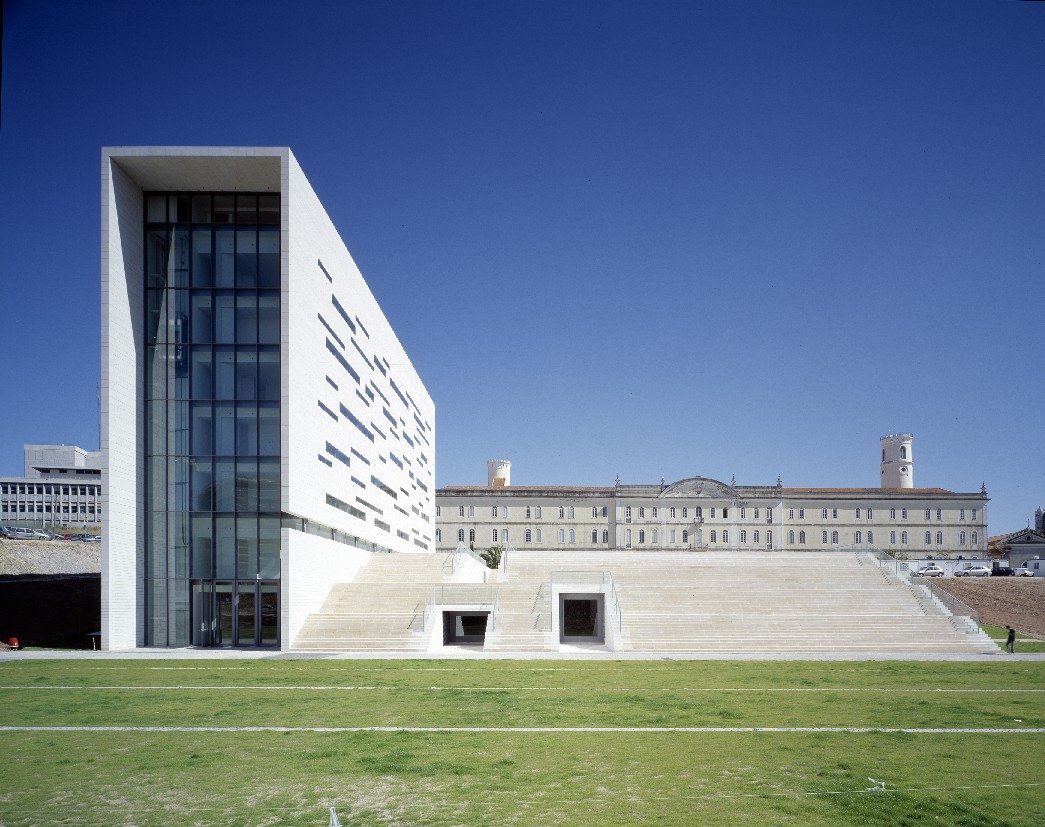
Universidade Nova de Lisboa (Portugal)

### Universidade Nova de Lisboa - Instituto Superior de Estatística e Gestão de Informação da (ISEGI-UNL)
O ISEGI-UNL é a escola de gestão de informação da UNIVERSIDADE NOVA DE LISBOA. Tem por missão a promoção de ensino, investigação e desenvolvimento de excelência nas áreas da gestão de informação e dos sistemas de informação.
O ISEGI-UNL, oferece um programa de Mestrado e Especialização em Ciência e Sistemas de Informação Geográfica (C&SIG) integralmente disponibilizado via Internet, com recurso a tecnologias de ensino a distância.